# Vladimír Bělík
Vladimír Bělík (27. září 1904 – ?) byl český fotbalový brankář, reprezentant Československa.

## Fotbalová kariéra
V československé reprezentaci debutoval v roce 1929 jako devátý brankář v její historii a odehrál dva zápasy. Byl hráčem AFK Vršovice (1925–1927), Viktorie Žižkov (1927), Sparty Praha (1928–1931), SK Náchod (1930–1932) a nakonec SK Libeň.

## Ligová bilance
| Ročník                                       | Zápasy | Góly | Bez gólu | Klub            |
| -------------------------------------------- | ------ | ---- | -------- | --------------- |
| Asociační liga 1925                          | 6      | 0    | 0        | AFK Vršovice    |
| Středočeská 1. liga 1925/26                  | 20     | 0    | 3        | AFK Vršovice    |
| Kvalifikační soutěž Středočeské 1. ligy 1927 | 7      | 0    | 0        | AFK Vršovice    |
| Kvalifikační soutěž Středočeské 1. ligy 1927 | 3      | 0    | 0        | Viktoria Žižkov |
| Středočeská 1. liga 1928/29                  | 1      | 0    | 1        | AC Sparta Praha |
| 1. asociační liga 1929/30                    | 10     | 0    | 2        | AC Sparta Praha |
| 1. asociační liga 1930/31                    | 1      | 0    | 0        | AC Sparta Praha |
| 1. asociační liga 1930/31                    | 4      | 0    | 0        | SK Náchod       |
| 1. asociační liga 1931/32                    | 15     | 0    | 1        | SK Náchod       |
| 1. asociační liga 1932/33                    | 10     | 0    | 0        | SK Libeň        |
| CELKEM                                       | 77     | 0    | 7        |                 |